# Вістник Українського військового Генерального комітету
Вістник Українського військового Генерального комітету — газета, офіційний друкований орган Українського генерального військового комітету, випускалася двічі на місяць українською мовою.

## Історія
Створення друкованого ЗМІ «Вістник Українського військового Генерального комітету» відбулось у травні 1917 року.
Друк та видавництво відбувалось у Києві українською мовою у друкарні Української центральної ради.
Газета публікувала закони, інші нормативні акти, телеграми, накази УВГК, угоди, оголошення тощо.
У грудні 1918 року газета офіційно припинила існування, 12 грудня вийшов останній 83 випуск газети. Наступником на базі «Державного вісника» стала газета «Вісник Української Народної Республіки».
Наразі всі випуски газети зберігаються в Національній бібліотеці України ім. Вернадського та декілька номерів - в Державному архіві Сумської області.